# 霍爾科姆 (密西西比州)
霍爾科姆（英語：Holcomb）是位於美國密西西比州格拉納達縣的普查規定居民點。

## 人口
根據2020年美國人口普查的數據，霍爾科姆的面積為12.31平方千米，皆為陸地。當地共有人口568人，而人口密度為每平方千米46.14人。